# Queen Elizabeth (Rose)
Queen Elizabeth (synonym Queen of England), eine Rosensorte aus 'Charlotte Armstrong' (Teehybride) × 'Floradora' (Floribundarose), von Walter Edward Lammerts (1904–1996) (USA) gezüchtet und 1954 zu Ehren der britischen Königin Elisabeth II. anlässlich ihrer Krönung benannt. Es war die erste Hybride dieser Gruppe, die in den USA als Grandiflorarosen bezeichnet wird. In Europa wird sie teils zu den Floribundarosen, teils zu den Teehybriden gezählt.

## Eigenschaften und Verwendung
'The Queen Elizabeth Rose', wie sie auch genannt wird, ist eine gesunde und stark wüchsige Edelrose mit großem, glänzendem Laub. Sie wird bis 2 m hoch, ist robust, verträgt auch ungünstige Lagen und blüht reich. Ihre leicht gefüllten, lachsrosafarbenen, majestätischen Blüten sind regenfest und stehen auf starken Stielen. Sie ist eine moderne Rosensorte, die bis zum Frost durchblüht.
'Queen Elizabeth' erhielt viele internationale Auszeichnungen und wurde 1978 als Weltrose gewählt. Es gibt eine Sorte 'White Queen Elizabeth' mit gleichen Wuchs- und Sorteneigenschaften, jedoch weißer Blütenfarbe.
Außerdem ist sie eine Elternsorte der Rose 'Pascali', die 1991 ebenfalls zur Weltrose gewählt wurde.

## Galerie

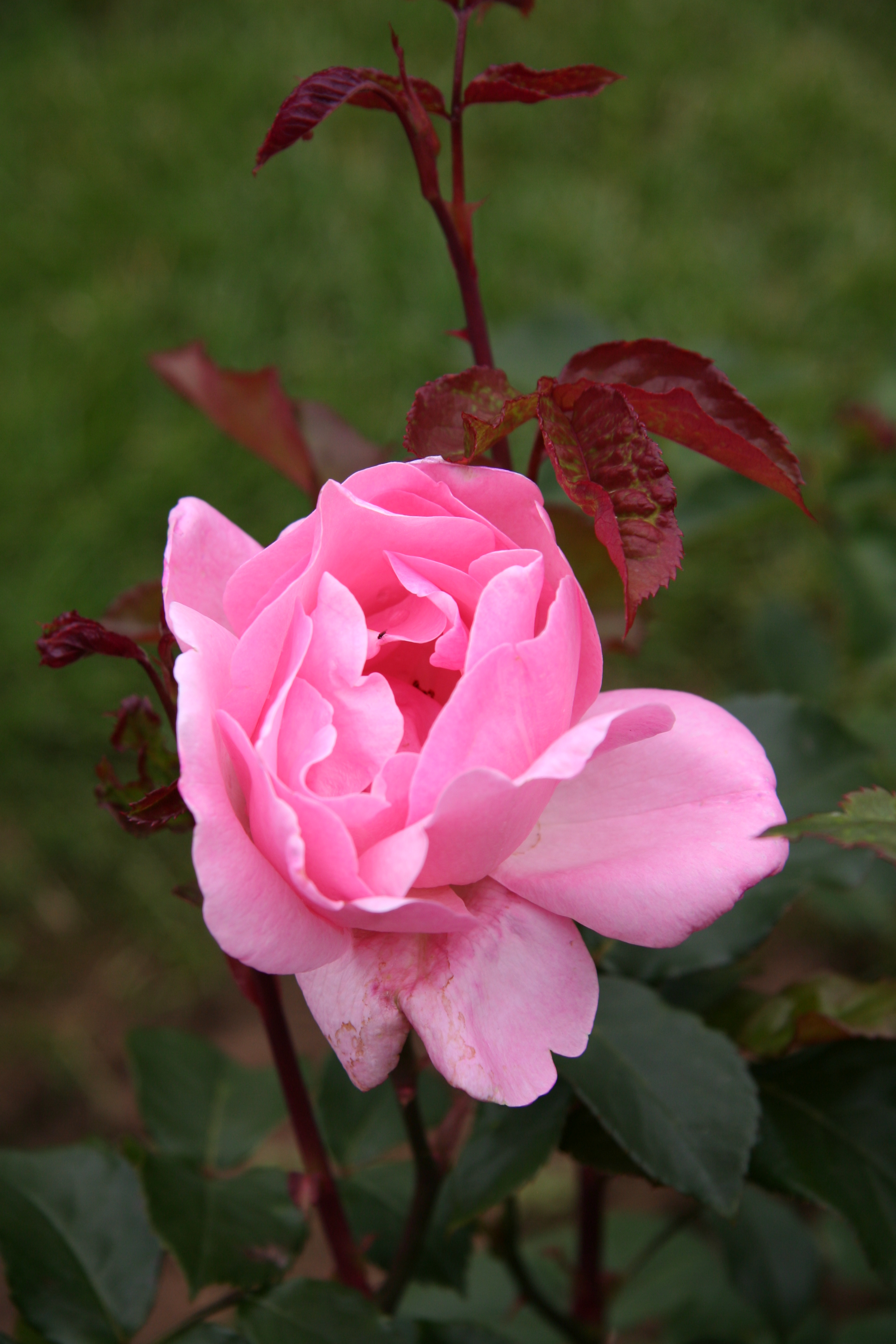
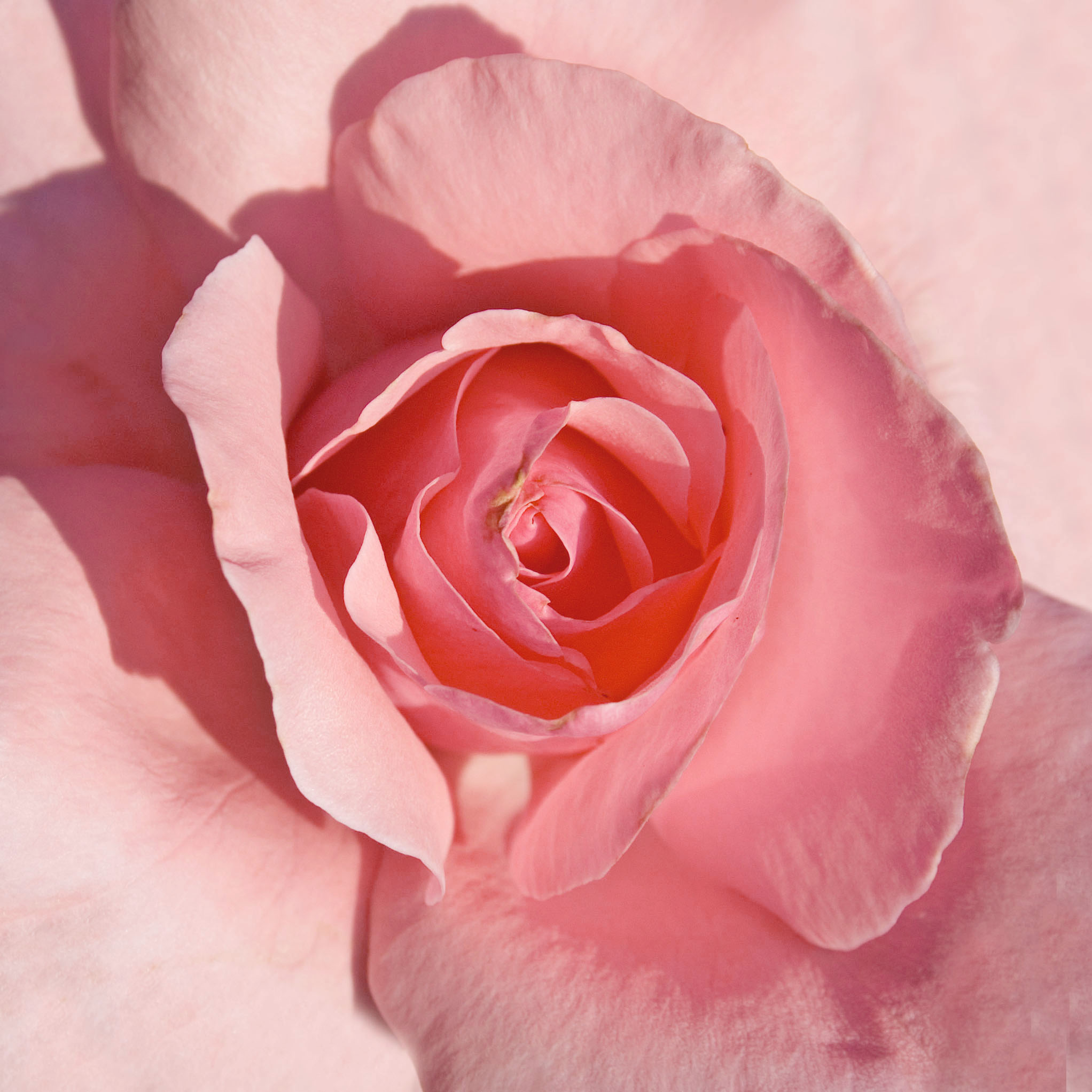
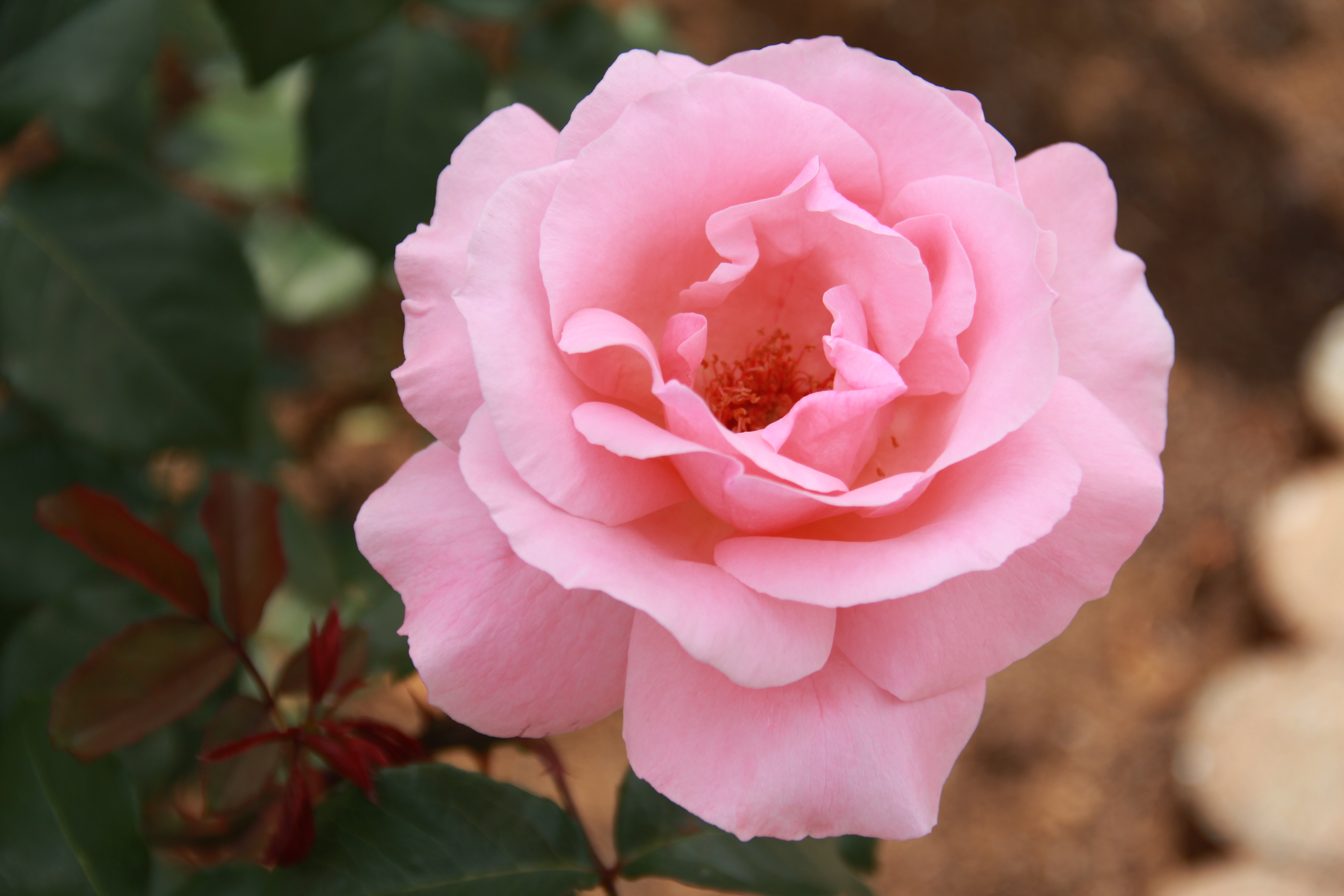
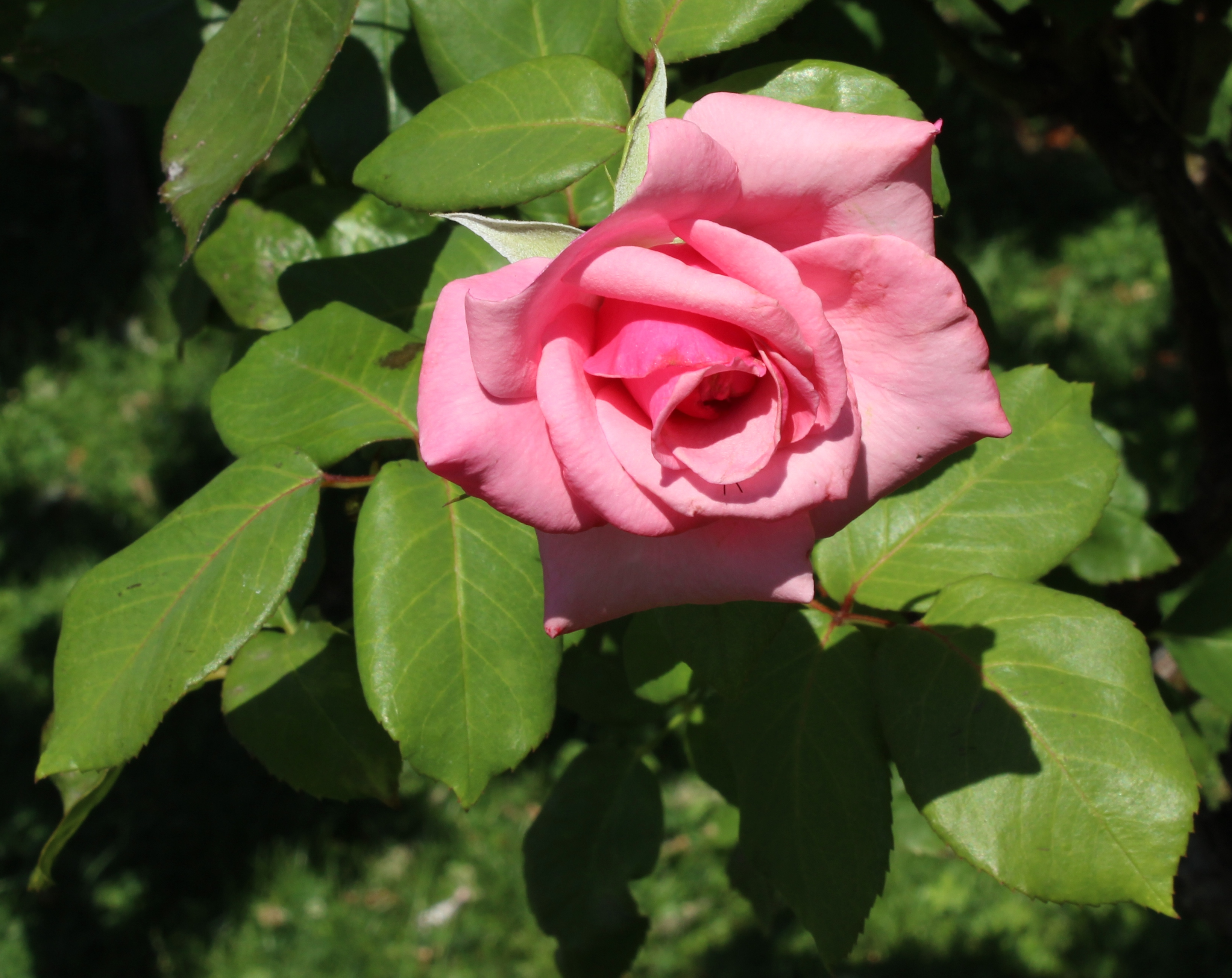

## Auszeichnungen
- AARS 1955
- RNS 1955
- ARS Gold 1960
- Den Haag 1968
- Weltrose 1978